# Brachyglossina rowlandi
Brachyglossina rowlandi är en fjärilsart som beskrevs av Edward P. Wiltshire 1977. Brachyglossina rowlandi ingår i släktet Brachyglossina och familjen mätare. Inga underarter finns listade i Catalogue of Life.